# Shandong Nanzi Paiqiu Dui 2015-2016
Questa voce raccoglie le informazioni riguardanti lo Shandong Nanzi Paiqiu Dui nelle competizioni ufficiali della stagione 2015-2016.

## Organigramma societario
Area direttiva
- Presidente: Ma Liancheng

Area tecnica
- Allenatore: Xin Chunsheng
- Secondo allenatore: Ma Liancheng
- Assistente allenatore: Zhang Zhenyu

Area sanitaria
- Medico: Wang Heqiang

## Rosa
| N° | Nome          | Ruolo | Data di nascita  | Nazionalità sportiva |
| -- | ------------- | ----- | ---------------- | -------------------- |
| 1  | Wang Hao      | C     | 6 dicembre 1995  | Cina                 |
| 2  | Cui Xiao      | C     | 21 febbraio 1995 | Cina                 |
| 3  | Wang Xiangyu  | C     | 20 gennaio 1996  | Cina                 |
| 4  | Liu Bing      | S     | 5 febbraio 1995  | Cina                 |
| 5  | Song Jianwei  | S     | 4 gennaio 1992   | Cina                 |
| 6  | Li Runming    | P     | 1º marzo 1990    | Cina                 |
| 7  | Liu Meng      | P     | 11 febbraio 1995 | Cina                 |
| 8  | Wang Huanxiao | C     | 28 ottobre 1990  | Cina                 |
| 9  | Li Rongjian   | S     | 9 aprile 1994    | Cina                 |
| 10 | Ji Daoshuai   | S     | 7 febbraio 1992  | Cina                 |
| 11 | Li Bohan      | S     | 1º maggio 1994   | Cina                 |
| 12 | Yang Yaning   | L     | 16 giugno 1984   | Cina                 |
| 13 | He Ningning   | S/O   | 26 gennaio 1989  | Cina                 |
| 14 | Guo Yifei     | S     | 29 maggio 1994   | Cina                 |
| 15 | Ji Xingchen   | L     | 13 novembre 1989 | Cina                 |
| 16 | Geng Xin      | C     | 15 novembre 1989 | Cina                 |
| 17 | Xiao Yifei    | S     | 12 marzo 1999    | Cina                 |
| 18 | Kou Zhichao   | S/O   | 26 giugno 1989   | Cina                 |
| 19 | Fu Houwen     | S     | 17 maggio 1996   | Cina                 |
| 20 | Yang Huaxing  | S     | 7 febbraio 1997  | Cina                 |

## Mercato
| Acquisti | Acquisti     | Acquisti | Acquisti   |
| R.       | Nome         | da       | Modalità   |
| -------- | ------------ | -------- | ---------- |
| S        | Xiao Yifei   | ?        | definitivo |
| S        | Fu Houwen    | ?        | definitivo |
| S        | Yang Huaxing | ?        | definitivo |

| Cessioni | Cessioni     | Cessioni | Cessioni   |
| R.       | Nome         | a        | Modalità   |
| -------- | ------------ | -------- | ---------- |
| P        | Han Bing     | ?        | definitivo |
| S        | Xin Yi       | ?        | definitivo |
| S        | Wang Pengfei | ?        | definitivo |

## Risultati

### Volleyball League A

#### Regular season

##### Prima fase
| 1ª giornata - 15 novembre 2015 Taishan Xinning Stadium, Taishan            | Guangdong | 0 - 3 | Shandong  | 19-25, 23-25, 22-25               |
| 2ª giornata - 19 novembre 2015 Zibo City Sports Center Arena, Zibo         | Shandong  | 3 - 2 | Guangdong | 25-16, 25-22, 23-25, 24-26, 17-15 |
| 3ª giornata - 22 novembre 2015 Zibo City Sports Center Arena, Zibo         | Shandong  | 2 - 3 | Bayi      | 25-22, 21-25, 22-25, 25-18, 13-15 |
| 4ª giornata - 26 novembre 2015 Zibo City Sports Center Arena, Zibo         | Shandong  | 3 - 0 | Henan     | 25-23, 25-22, 25-10               |
| 5ª giornata - 29 novembre 2015 Zibo City Sports Center Arena, Zibo         | Shandong  | 3 - 2 | Liaoning  | 25-13, 18-25, 22-25, 25-10, 15-10 |
| 6ª giornata - 3 dicembre 2015 Zibo City Sports Center Arena, Zibo          | Shandong  | 1 - 3 | Beijing   | 25-20, 16-25, 17-25, 20-25        |
| 7ª giornata - 6 dicembre 2015 Glory Stadium, Pechino                       | Beijing   | 3 - 0 | Shandong  | 27-25, 25-17, 25-21               |
| 8ª giornata - 10 dicembre 2015 University Students Gymnasium, Pechino      | Bayi      | 3 - 1 | Shandong  | 21-25, 25-18, 27-25, 27-25        |
| 9ª giornata - 13 dicembre 2015 Nanyang City Sports Center Stadium, Nanyang | Henan     | 1 - 3 | Shandong  | 23-25, 22-25, 25-19, 17-25        |
| 10ª giornata - 17 dicembre 2015 Fushun City College Gymnasium, Fushun      | Liaoning  | 0 - 3 | Shandong  | 18-25, 21-25, 19-25               |

##### Seconda fase
| 11ª giornata - 24 dicembre 2015 Shuangliu County Sports Center, Chengdu    | Sichuan  | 1 - 3 | Shandong | 20-25, 25-27, 25-23, 23-25        |
| 12ª giornata - 27 dicembre 2015 Luwan Gymnasium, Shanghai                  | Shanghai | 0 - 3 | Shandong | 22-25, 20-25, 24-26               |
| 13ª giornata - 31 dicembre 2015 Zibo City Sports Center Arena, Zibo        | Shandong | 3 - 0 | Sichuan  | 25-15, 25-15, 25-16               |
| 14ª giornata - 3 gennaio 2016 Zibo City Sports Center Arena, Zibo          | Shandong | 0 - 3 | Shanghai | 13-25, 21-25, 16-25               |
| 15ª giornata - 7 gennaio 2016 University of Technology Gymnasium, Nanchino | Jiangsu  | 1 - 3 | Shandong | 25-22, 22-25, 21-25, 19-25        |
| 16ª giornata - 10 gennaio 2016 Fujian Normal University Gymnasium, Fuzhou  | Fujian   | 2 - 3 | Shandong | 19-25, 25-18, 22-25, 25-23, 11-15 |
| 17ª giornata - 14 gennaio 2016 Zibo City Sports Center Arena, Zibo         | Shandong | 3 - 0 | Jiangsu  | 25-18, 25-18, 25-16               |
| 18ª giornata - 17 gennaio 2016 Zibo City Sports Center Arena, Zibo         | Shandong | 1 - 3 | Fujian   | 25-21, 24-26, 28-30, 25-27        |

#### Play-off scudetto

##### Semifinale
| Gara 1 - 21 gennaio 2016 Zibo City Sports Center Arena, Zibo | Shandong | 0 - 3 | Shanghai | 22-25, 20-25, 22-25               |
| Gara 2 - 24 gennaio 2016 Zibo City Sports Center Arena, Zibo | Shandong | 3 - 0 | Shanghai | 25-16, 27-25, 25-21               |
| Gara 3 - 28 gennaio 2016 Luwan Gymnasium, Shanghai           | Shanghai | 3 - 0 | Shandong | 25-20, 29-27, 25-17               |
| Gara 4 - 30 gennaio 2016 Luwan Gymnasium, Shanghai           | Shanghai | 3 - 2 | Shandong | 25-20, 25-16, 19-25, 23-25, 18-16 |

##### Finale 3º posto
| Gara 1 - 16 febbraio 2015 Shuangliu County Sports Center, Chengdu | Sichuan  | 0 - 3 | Shandong | 21-25, 21-25, 16-25               |
| Gara 2 - 18 febbraio 2015 Shuangliu County Sports Center, Chengdu | Sichuan  | 3 - 0 | Shandong | 25-20, 25-23, 25-18               |
| Gara 3 - 21 febbraio 2015 Zibo City Sports Center Arena, Zibo     | Shandong | 3 - 2 | Sichuan  | 25-23, 25-19, 17-25, 20-25, 15-13 |
| Gara 4 - 23 febbraio 2015 Zibo City Sports Center Arena, Zibo     | Shandong | 3 - 0 | Sichuan  | 25-19, 25-17, 30-28               |

## Statistiche

### Statistiche di squadra
| Competizione        | Punti | In casa | In casa | In casa | In trasferta | In trasferta | In trasferta | Totale | Totale | Totale |
| Competizione        | Punti | G       | V       | P       | G            | V            | P            | G      | V      | P      |
| ------------------- | ----- | ------- | ------- | ------- | ------------ | ------------ | ------------ | ------ | ------ | ------ |
| Volleyball League A | 24    | 13      | 8       | 5       | 13           | 8            | 5            | 26     | 16     | 10     |
| Totale              | -     | 13      | 8       | 5       | 13           | 8            | 5            | 26     | 16     | 10     |

G = partite giocate; V = partite vinte; P = partite perse

### Statistiche dei giocatori
| Giocatore | Volleyball League A | Volleyball League A | Volleyball League A | Volleyball League A | Volleyball League A | Totale | Totale | Totale | Totale | Totale |
| Giocatore | P                   | PT                  | AV                  | MV                  | BV                  | P      | PT     | AV     | MV     | BV     |
| --------- | ------------------- | ------------------- | ------------------- | ------------------- | ------------------- | ------ | ------ | ------ | ------ | ------ |
| Cui X.    | ?                   | ?                   | ?                   | 41                  | ?                   | ?      | ?      | ?      | 41     | ?      |
| Fu H.     | ?                   | ?                   | ?                   | ?                   | ?                   | ?      | ?      | ?      | ?      | ?      |
| Geng X.   | ?                   | 270                 | 178                 | 74                  | 18                  | ?      | 270    | 178    | 74     | 18     |
| Guo Y.    | ?                   | ?                   | ?                   | ?                   | ?                   | ?      | ?      | ?      | ?      | ?      |
| He N.     | ?                   | ?                   | ?                   | ?                   | ?                   | ?      | ?      | ?      | ?      | ?      |
| Ji D.     | ?                   | 361                 | 304                 | 28                  | 29                  | ?      | 361    | 304    | 28     | 29     |
| Ji X.     | ?                   | ?                   | ?                   | ?                   | ?                   | ?      | ?      | ?      | ?      | ?      |
| Kou Z.    | ?                   | 282                 | 260                 | 11                  | 11                  | ?      | 282    | 260    | 11     | 11     |
| Liu B.    | ?                   | ?                   | ?                   | ?                   | ?                   | ?      | ?      | ?      | ?      | ?      |
| Liu M.    | ?                   | ?                   | ?                   | ?                   | ?                   | ?      | ?      | ?      | ?      | ?      |
| Li B.     | ?                   | ?                   | ?                   | ?                   | ?                   | ?      | ?      | ?      | ?      | ?      |
| Liu RJ.   | ?                   | ?                   | ?                   | ?                   | ?                   | ?      | ?      | ?      | ?      | ?      |
| Li RM.    | ?                   | ?                   | ?                   | ?                   | ?                   | ?      | ?      | ?      | ?      | ?      |
| Song J.   | ?                   | 226                 | 203                 | 8                   | 15                  | ?      | 226    | 203    | 8      | 15     |
| Wang H.   | ?                   | ?                   | ?                   | ?                   | ?                   | ?      | ?      | ?      | ?      | ?      |
| Wang HX.  | ?                   | ?                   | ?                   | ?                   | ?                   | ?      | ?      | ?      | ?      | ?      |
| Wang X.   | ?                   | ?                   | ?                   | ?                   | ?                   | ?      | ?      | ?      | ?      | ?      |
| Xiao Y.   | ?                   | ?                   | ?                   | ?                   | ?                   | ?      | ?      | ?      | ?      | ?      |
| Yang H.   | ?                   | ?                   | ?                   | ?                   | ?                   | ?      | ?      | ?      | ?      | ?      |
| Yang Y.   | ?                   | ?                   | ?                   | ?                   | ?                   | ?      | ?      | ?      | ?      | ?      |

P = presenze; PT = punti totali; AV = attacchi vincenti; MV = muri vincenti; BV = battute vincenti